# Joaquim Mendes
Joaquim Augusto da Silva Mendes SDB (ur. 14 marca 1948 w Castelões de Cepeda) – portugalski duchowny rzymskokatolicki, biskup pomocniczy Patriarchatu Lizbony w latach 2008–2024, salezjanin.

## Życiorys
Święcenia kapłańskie otrzymał 24 lipca 1983 w zgromadzeniu salezjanów. Był m.in. diecezjalnym duszpasterzem ruchów charyzmatycznych diecezji Porto, inspektorem prowincjalnym oraz dyrektorem zakonnej szkoły w Manique.
31 stycznia 2008 papież Benedykt XVI mianował go biskupem pomocniczym Patriarchatu lizbońskiego, ze stolicą tytularną Caliabria. Sakry biskupiej udzielił mu 30 marca 2008 kard. José da Cruz Policarpo. 10 grudnia 2024 papież Franciszek przyjął jego rezygnację z pełnionego urzędu.